# Đĩa vòng quanh sao
Đĩa vòng quanh sao là một lượng vật chất bao gồm khí, bụi, vi thể hành tinh, tiểu hành tinh hay những mảnh vụn xoay quanh một ngôi sao, gom lại thành vòng xuyến hay thành hình cái đĩa. Xung quanh những ngôi sao trẻ là các hồ chứa chất liệu cho việc hình thành các hành tinh. Xung quanh ngôi sao trưởng thành là sự hình thành vi thể hành tinh đã diễn ra xung quanh các sao lùn trắng, điều này thể hiện rằng những vật chất hành tinh đó đã tồn tại qua cả một chu kỳ sao. Một cái đĩa này có thể được biểu lộ qua nhiều cách khác nhau.